# Jenišovský dub
Jenišovský dub je památný strom solitérní dub letní (Quercus robur). Roste za Obecním úřadem v centru obce Jenišov v Karlovarském kraji. Strom s vysokým válcovitým kmenem a kulovitou korunou má obvod kmene 352 cm, koruna sahá do výšky 25 m (měření 2006). V noci na 30. 7. 2005 byl strom poškozen vichřicí, která ulomila dvě větve a ty musely být odstraněny. Dub je chráněn od roku 2005.

## Stromy v okolí
- Dub U Vorlů
- Majvalův dub
- Žalman
- Dub u Nešporů
- Tuhnické lípy